# Park Wodny Nemo
Park Wodny „Nemo - Wodny Świat” – aquapark otwarty 13 lutego 2004 roku w Dąbrowie Górniczej. Największy tego typu obiekt w województwie śląskim.
Park położony jest w parku miejskim im. gen. J. Hallera i ma powierzchnię ok. 5 ha, a jego całkowity koszt budowy przekroczył 50 milionów złotych.

## Atrakcje
W skład kompleksu wchodzą:
- baseny kryte i odkryte (letnie i zimowy)
- symulacja dzikiej rzeki i gejzerów
- sauny
- grota solna
- solaria
- kręgielnia
- kawiarnie, bary, restauracje i dwupoziomowa dyskoteka